# Belagerung von Tyros (332 v. Chr.)
Granikos – Milet – Halikarnassos – Issos – Tyros – Gaugamela – Persische Tore – Jaxartes – Sogdischer Felsen – Fels von Chorienes – Gabai – Hydaspes
Die Belagerung von Tyros im Jahr 332 v. Chr. dauerte sieben Monate an und endete mit der Eroberung der Stadt.
Das Ereignis gehört zu den größten militärischen Leistungen Alexanders des Großen. Die Belagerung ist maßgeblich von Arrian, Quintus Curtius, Diodor und Plutarch überliefert.
Nach der Schlacht bei Issos zog Alexander an der syrischen Küste entlang, um die phönizischen Städte einzunehmen, die die Flotte der Perser stellten. Sämtliche Städte ergaben sich dem heranrückenden Makedonenheer, nur Tyros erklärte seine Neutralität. Die Inselfestung war die wichtigste Stadt der Phönizier und daher auch für Alexander von zentraler Bedeutung.

## Beschreibung
Die Belagerung lässt sich in drei Phasen unterteilen. Die erste Phase ist der gescheiterte Versuch Alexanders, ohne Seekräfte mit einem Damm an Tyros heranzukommen. Tyros lag damals ca. 800 m vom Festland entfernt. Wie tief die Stelle damals war, ist nicht bekannt; es können 1 bis 5 m gewesen sein. Der Dammbau konnte seitens der Tyrer erfolgreich durch Einsatz ihrer Flotte und eines Branders behindert werden. Gegen die Ausfälle der Tyrer hatte Alexander zwei Katapulttürme bauen lassen. Diese wurden aber unter Einsatz des Branders, das von zwei Ruderschiffen in das Ziel gezogen wurde, vernichtet.
Nach diesem Rückschlag erkannte Alexander, dass Tyros ohne Flotte nicht zu nehmen war. Er ging nach Sidon, um dort seine Flotte zu sammeln, von der er vor Issos getrennt worden war. Das Kommando übergab er für diese Zeit Perdikkas und Krateros, mit dem Befehl, einen doppelt so breiten Damm zu bauen, der mit mehr Geschützen gesichert werden sollte.
In Sidon trafen zu dieser Zeit auch Arados, König von Aruad, und Essylos, König von Byblos, mit ca. 80 Schiffen ein. Es kamen noch diverse kleinere Kontingente. Zudem schickte der König von Zypern, nachdem er von Issos gehört hatte, 120 Schiffe zu Alexanders Diensten. Insgesamt standen ihm ca. 250 Schiffe zur Verfügung. Während sich die Flotte zum Auslaufen bereit machte, ging Alexander in das Hinterland des Gebirges im Anti-Libanon, um die Nachschubwege über Land von Aufständischen zu befreien. Die Operation dauerte elf Tage. Nach seiner Rückkehr nach Sidon legte die Flotte ab.
Bei seiner Rückkehr nach Tyros war der Damm schon weit vorangeschritten. Alexander suchte nun die entscheidende Seeschlacht und baute sich in Formation vor Tyros Nordhafen auf. Die Tyrer unterschätzten seine Zahl zunächst und kamen heraus, zogen sich aber schnell in den Hafen zurück, den sie mit den Triremen blockierten. Alexander gelang es auch, mit einem Frontalangriff nur drei Schiffe zu versenken, deren Besatzungen sich retten konnten.
Ab da blockierte Alexander die Häfen mit seinen Schiffen, um die Arbeiten am Damm zu schützen. Die Tyrer begnügten sich mit Angriffen von der Mauer aus. Es kam aber noch zu drei Ausfällen. Der erste wurde durch das Auftauchen einer Seeschlange verursacht. Die Tyrer sahen das als positives Zeichen Poseidons und wagten den Angriff, wurden aber geschlagen. Ein zweiter Ausfall wurde mit Elitetruppen im Halbdunkeln gegen die zypriotische Flotte im Norden gewagt. Sie konnte geschlagen werden, doch in der Euphorie der Verfolgung wurde übersehen, dass Alexander mit Hilfe aus dem Süden kam (der Damm versperrte die direkte Verbindung schon zu diesem Moment, weshalb Alexander Tyros umgehen musste). Alexander vernichtete die Flotte der Tyrer fast vollständig und konnte sogar eine Quinquereme und eine Quadrireme erobern.
Eine weitere Hiobsbotschaft erhielten die Tyrer von ihrer Schwesterstadt Karthago. Die Karthager könnten keine Hilfe schicken, da sie gerade selbst ihre Flotte brauchten. Sie „erhielten von dort […] nicht die erhoffte Hilfe, weil die Karthager ihrerseits von den Syrakusanern angegriffen wurden.“
Die Tyrer entschieden daraufhin, den Großteil der Frauen und Kinder nach Karthago zu evakuieren. Alexander ließ die Schiffe nach Karthago passieren. Eine zweite, eigenständige Evakuierung Tyros’ scheiterte und wurde abgefangen. Seitdem war die Flotte zur Passivität verdammt.
Alexander befahl im Laufe der Belagerung, die Schiffe mit Katapulten auszurüsten und die Mauern zu beschießen, woraufhin die Tyrer die Mauerstärke verdoppelten. Am Damm wurde die Mauer durch Aufbauten zusätzlich erhöht, wodurch die Belagerungstürme unnütz wurden.
Alexander entschied nach mehreren Wochen ständiger verlustreicher Angriffe auf die Mauer per Damm, dass diese Stelle nicht zu nehmen sei. Er befahl ein paar Schiffe entsprechend auszurüsten, um im Süden der Stadt die Mauer zu brechen und dort vom Schiff aus in die Stadt einzudringen. Ein erster Versuch war vielversprechend. Daher entschied er nach zweitägiger Pause, einen Großangriff von allen Seiten zu starten, um vom Süden abzulenken. Der Plan ging auf. Die Mauer brach groß genug ein und Alexander konnte von zwei Schiffen aus in die Stadt stürmen. Dadurch fielen auch die Häfen und die Tyrer flohen in die Tempel. Die Stadt wurde in blutigen Straßenkämpfen genommen.
Nach der Belagerung wurden 6000 tote tyrische Soldaten und 400 Makedonen gezählt. Alexander befahl, jeden niederzumachen, der Waffen tragen konnte. Nur diejenigen, die sich in den Tempel des Herakles geflüchtet hatten, wurden begnadigt. 2000 Männer wurden an der Küste gekreuzigt und 13.000 Frauen und Kinder in die Sklaverei verschleppt. Die Sidonier retteten noch mehrere Tausend Tyrer aufgrund der gemeinsamen Vorfahren.
Die Zerstörung Tyros’ läutete den Niedergang der phönizischen Handelszentren ein. Spätestens mit dem Aufstieg Alexandrias verloren die Städte der Levante ihre einstige Bedeutung.